# کلاوس بازیکو
کلاوس بازیکو (انگلیسی: Klaus Basikow; ۱۲ ژوئن ۱۹۳۷ – ۵ مارس ۲۰۱۵) بازیکن فوتبال اهل آلمان بود.
از باشگاه‌هایی که در آن بازی کرده‌است می‌توان به باشگاه فوتبال تاسمانیا ۱۹۰۰ برلین اشاره کرد.